# Ardon (Ailette)
Der Ardon ist ein Bach im Norden von Frankreich, der im Département Aisne der Region Hauts-de-France südlich der Stadt Laon verläuft.

## Geografie

### Verlauf
Der Ardon entsteht durch den Zusammenfluss mehrerer Kanäle im südöstlichen Gemeindegebiet von Laon, entwässert generell Richtung Südwesten und mündet nach insgesamt rund elf Kilometern an der Gemeindegrenze von Royaucourt-et-Chailvet und Chavignon als rechter Nebenfluss in die Ailette. Im Oberlauf quert der Ardon die Nationalstraße N2 und verläuft danach zwischen dieser und der Bahnstrecke La Plaine–Hirson bis zu seiner Mündung.

### Durchquerte Gemeinden
(Reihenfolge in Fließrichtung)
- Laon
- Chivy-lès-Étouvelles
- Étouvelles
- Vaucelles-et-Beffecourt
- Laval-en-Laonnois
- Urcel
- Royaucourt-et-Chailvet
- Chavignon